# Calciatore sudamericano dell'anno 1972
Il premio di calciatore sudamericano dell'anno per il 1972 fu assegnato a Teófilo Cubillas, calciatore peruviano dell'Alianza Lima.

## Classifica
| Pos. | Calciatore             | Naz.      | Club          |
| ---- | ---------------------- | --------- | ------------- |
| 1.   | Teófilo Cubillas       | Perù      | Alianza Lima  |
| 2.   | Pelé                   | Brasile   | Santos        |
| 3.   | Jairzinho              | Brasile   | Botafogo      |
| 4.   | Tostão                 | Brasile   | Vasco da Gama |
| 5.   | Ademir da Guia         | Brasile   | Palmeiras     |
| 5.   | Julio Montero Castillo | Uruguay   | Peñarol       |
| 7.   | Norberto Alonso        | Argentina | River Plate   |
| 7.   | Elías Figueroa         | Cile      | Internacional |
| 9.   | Rodolfo Fischer        | Argentina | Botafogo      |
| 10.  | Carlos Reinoso         | Cile      | América       |